# Lirim Qamili
Lirim Qamili (in serbo Лирим Ќамили?, Lirim Ќamili; Glostrup, 4 giugno 1998) è un calciatore albanese naturalizzato macedone, attaccante del SønderjyskE e della nazionale macedone.

## Biografia
Ha un fratello più grande, Durim, anch'egli calciatore.

## Caratteristiche tecniche
È un esterno sinistro.

## Carriera

### Club
Cresciuto nel settore giovanile del Hvidovre, debutta in prima squadra il 5 agosto 2018 in occasione dell'incontro di 1. Division pareggiato 2-2 contro il Fremad Amager dove trova anche la sua prima rete.
Il 10 settembre 2020 viene acquistato a titolo definitivo dall'Horsens, con cui firma un quadriennale; debutta in Superligaen tre giorni più tardi subentrando nei minuti finali dell'incontro perso 3-0 contro il Randers.

### Nazionale
Ha giocato nella nazionale albanese Under-21.

## Statistiche

### Presenze e reti nei club
Statistiche aggiornate al 6 agosto 2023.
| Stagione        | Squadra         | Campionato      | Campionato | Campionato | Coppe nazionali | Coppe nazionali | Coppe nazionali | Coppe continentali | Coppe continentali | Coppe continentali | Altre coppe | Altre coppe | Altre coppe | Totale | Totale | Totale |
| Stagione        | Squadra         | Comp            | Pres       | Reti       | Comp            | Pres            | Reti            | Comp               | Pres               | Reti               | Comp        | Pres        | Reti        | Pres   | Reti   |        |
| --------------- | --------------- | --------------- | ---------- | ---------- | --------------- | --------------- | --------------- | ------------------ | ------------------ | ------------------ | ----------- | ----------- | ----------- | ------ | ------ | ------ |
| 2017-2018       | Hvidovre        | 2D              | 16         | 1          | CD              | 0               | 0               | -                  | -                  | -                  | -           | -           | -           | 16     | 1      |        |
| 2018-2019       | Hvidovre        | 1D              | 27         | 3          | CD              | 1               | 0               | -                  | -                  | -                  | -           | -           | -           | 28     | 3      |        |
| 2019-2020       | Hvidovre        | 1D              | 27         | 10         | CD              | 3               | 1               | -                  | -                  | -                  | -           | -           | -           | 30     | 11     |        |
| ago.-set. 2020  | Hvidovre        | 1D              | 0          | 0          | CD              | 1               | 1               | -                  | -                  | -                  | -           | -           | -           | 1      | 1      |        |
| 2020-2021       | Horsens         | SL              | 25         | 2          | CD              | 2               | 0               | -                  | -                  | -                  | -           | -           | -           | 27     | 2      |        |
| 2021-2022       | Horsens         | 1D              | 27         | 3          | CD              | 4               | 5               | -                  | -                  | -                  | -           | -           | -           | 31     | 8      |        |
| 2022-gen. 2023  | Horsens         | SL              | 7          | 0          | CD              | 3               | 1               | -                  | -                  | -                  | -           | -           | -           | 10     | 1      |        |
| Totale Horsens  | Totale Horsens  | Totale Horsens  | 59         | 5          |                 | 9               | 6               |                    | -                  | -                  |             | -           | -           | 68     | 11     |        |
| gen.-giu. 2023  | Hvidovre        | 1D              | 13         | 4          | CD              | 0               | 0               | -                  | -                  | -                  | -           | -           | -           | 13     | 4      |        |
| 2023-2024       | Hvidovre        | SL              | 3          | 0          | CD              | 0               | 0               | -                  | -                  | -                  | -           | -           | -           | 3      | 0      |        |
| Totale Hvidovre | Totale Hvidovre | Totale Hvidovre | 86         | 18         |                 | 5               | 2               |                    | -                  | -                  |             | -           | -           | 91     | 20     |        |
| Totale carriera | Totale carriera | Totale carriera | 145        | 23         |                 | 14              | 8               |                    | -                  | -                  |             | -           | -           | 159    | 31     |        |

### Cronologia presenze e reti in nazionale
| Cronologia completa delle presenze e delle reti in nazionale ― Macedonia del Nord | Cronologia completa delle presenze e delle reti in nazionale ― Macedonia del Nord | Cronologia completa delle presenze e delle reti in nazionale ― Macedonia del Nord | Cronologia completa delle presenze e delle reti in nazionale ― Macedonia del Nord | Cronologia completa delle presenze e delle reti in nazionale ― Macedonia del Nord | Cronologia completa delle presenze e delle reti in nazionale ― Macedonia del Nord | Cronologia completa delle presenze e delle reti in nazionale ― Macedonia del Nord | Cronologia completa delle presenze e delle reti in nazionale ― Macedonia del Nord |
| Data                                                                              | Città                                                                             | In casa                                                                           | Risultato                                                                         | Ospiti                                                                            | Competizione                                                                      | Reti                                                                              | Note                                                                              |
| --------------------------------------------------------------------------------- | --------------------------------------------------------------------------------- | --------------------------------------------------------------------------------- | --------------------------------------------------------------------------------- | --------------------------------------------------------------------------------- | --------------------------------------------------------------------------------- | --------------------------------------------------------------------------------- | --------------------------------------------------------------------------------- |
| 22-3-2024                                                                         | Boztepe                                                                           | Macedonia del Nord                                                                | 1 – 1                                                                             | Moldavia                                                                          | Amichevole                                                                        | -                                                                                 | 77’                                                                               |
| 25-3-2024                                                                         | Boztepe                                                                           | Montenegro                                                                        | 1 – 0                                                                             | Macedonia del Nord                                                                | Amichevole                                                                        | -                                                                                 | 59’                                                                               |
| 10-6-2024                                                                         | Hradec Králové                                                                    | Rep. Ceca                                                                         | 2 – 1                                                                             | Macedonia del Nord                                                                | Amichevole                                                                        | -                                                                                 | 90’                                                                               |
| 7-9-2024                                                                          | Tórshavn                                                                          | Fær Øer                                                                           | 1 – 1                                                                             | Macedonia del Nord                                                                | UEFA Nations League 2024-2025 - 1º turno                                          | -                                                                                 | 46’                                                                               |
| 10-9-2024                                                                         | Skopje                                                                            | Macedonia del Nord                                                                | 2 – 0                                                                             | Armenia                                                                           | UEFA Nations League 2024-2025 - 1º turno                                          | -                                                                                 | 4’ 59’                                                                            |
| 10-10-2024                                                                        | Riga                                                                              | Lettonia                                                                          | 0 – 3                                                                             | Macedonia del Nord                                                                | UEFA Nations League 2024-2025 - 1º turno                                          | 1                                                                                 | 65’                                                                               |
| 13-10-2024                                                                        | Erevan                                                                            | Armenia                                                                           | 0 – 2                                                                             | Macedonia del Nord                                                                | UEFA Nations League 2024-2025 - 1º turno                                          | -                                                                                 | 54’                                                                               |
| 14-11-2024                                                                        | Skopje                                                                            | Macedonia del Nord                                                                | 1 – 0                                                                             | Lettonia                                                                          | UEFA Nations League 2024-2025 - 1º turno                                          | -                                                                                 | 24’                                                                               |
| 17-11-2024                                                                        | Skopje                                                                            | Macedonia del Nord                                                                | 1 – 0                                                                             | Fær Øer                                                                           | UEFA Nations League 2024-2025 - 1º turno                                          | -                                                                                 | 54’                                                                               |
| Totale                                                                            |                                                                                   | Presenze                                                                          | 9                                                                                 |                                                                                   | Reti                                                                              | 1                                                                                 |                                                                                   |

## Palmarès

### Club

#### Competizioni nazionali
- 1. Division: 1

Horsens: 2021-2022